# تارح (مكان)
تارح هو مكان ذُكر في سفر العدد في العهد القديم، وهو أحد محطات بني إسرائيل في البرية أثناء التيه بعد خروجهم من مصر، بين تاحت ومثقة. كلمة «تارح» كلمة عبريّة تعني «وعل» أو «نوع من العنز الجبلي».